# Vuelta a Asturias
Vuelta a Asturias – wieloetapowy wyścig kolarski rozgrywany w Hiszpanii, w regionie Asturia, ostatnio na przełomie kwietnia i maja. Od 2005 należy do cyklu UCI Europe Tour i jest zaliczany do kategorii 2.1.
Wyścig odbył się po raz pierwszy w roku 1925 i organizowany jest co rok. Rekordzistami pod względem zwycięstw w klasyfikacji generalnej są Hiszpanie: Ricardo Montero, Federico Bahamontes, Jesús Manzaneque, Faustino Rupérez, Juan Carlos Domínguez, Richard Carapaz i Nairo Quintana - po dwa triumfy. 
W 2008 jeden z etapów wygrał Polak Tomasz Marczyński. W 2024 Rafał Majka zajął 2. miejsce.

## Lista zwycięzców
| Rok                      | Pierwsze                        | Drugie                         | Trzecie                   |          |
| ------------------------ | ------------------------------- | ------------------------------ | ------------------------- | -------- |
| 1925                     | Segundo Barruetabeña            | Victor Rojo                    | Manuel Castro             |          |
| 1926                     | Ricardo Montero                 | Muç Miquel                     | Manuel Castro             |          |
| 1927                     | Muç Miquel                      | Ricardo Montero                | Mariano Cañardo           |          |
| 1928                     | Ricardo Montero                 | Mariano Cañardo                | Joan Mateu Ribé           |          |
| 1929-1946 nie rozgrywano |                                 |                                |                           |          |
| 1947                     | Emilio Rodríguez                | Senén Blanco                   | Senén Mesa                |          |
| 1948-1949 nie rozgrywano |                                 |                                |                           |          |
| 1950                     | Miquel Gual Bauzà               | Senén Mesa                     | Andreu Trobat García      |          |
| 1951-1952 nie rozgrywano |                                 |                                |                           |          |
| 1953                     | Antoni Gelabert                 | Pere Sant i Alentà             | Vicente Iturat            |          |
| 1954                     | Bernardo Ruiz                   | Dalmacio Langarica             | Manuel Rodríguez Barros   |          |
| 1955                     | Federico Bahamontes             | Francesc Alomar                | Gabriel Company           |          |
| 1956                     | Emilio Hernán Díaz Herrera      | Antonio Suárez                 | Andreu Trobat García      |          |
| 1957                     | Federico Bahamontes             | René Marigil                   | Antonio Suárez            |          |
| 1958-1967 nie rozgrywano |                                 |                                |                           |          |
| 1968                     | Jesús Manzaneque                | Luis Balagué                   | Enrique Sanchidrián       |          |
| 1969                     | Andrés Oliva                    | Enrique Sahagún                | José Manuel Fuente        |          |
| 1970                     | Antonio Martos Aguilar          | Francisco Javier Galdeano      | Antonio Menéndez González |          |
| 1971                     | Eduard Castelló i Vilanova      | José Gómez del Moral           | Juan Zurano               |          |
| 1972                     | Agustín Tamames                 | Jose Luis Viejo                | José Grande Sánchez       |          |
| 1973                     | Jesús Manzaneque                | José Pesarrodona               | Pedro Torres              |          |
| 1974                     | Juan Manuel Santisteban Lapeire | Agustín Tamames                | José Martins Freitas      |          |
| 1975                     | Miguel María Lasa               | José Antonio González          | Luis Ocaña                |          |
| 1976                     | Santiago Lazcano                | Jose Luis Viejo                | Domingo Perurena          |          |
| 1977                     | Vicente López Carril            | José Nazabal                   | Klaus-Peter Thaler        |          |
| 1978                     | Enrique Martínez Heredia        | Bernardo Alfonsel              | José Enrique Cima         |          |
| 1979                     | Alberto Fernández Blanco        | Faustino Fernández Ovies       | Ángel Arroyo              |          |
| 1980                     | Faustino Rupérez                | Ángel Arroyo                   | Juan Pujol                |          |
| 1981                     | Ángel Arroyo                    | Eduardo Chozas                 | Pedro Muñoz               |          |
| 1982                     | Jeronimo Ibáñez Escribano       | Faustino Rupérez               | Álvaro Pino               |          |
| 1983                     | Pedro Muñoz                     | Álvaro Pino                    | Faustino Rupérez          |          |
| 1984                     | Faustino Rupérez                | Alberto Fernández Blanco       | Jesús Ignacio Ibáñez Loyo |          |
| 1985                     | Jesús Blanco Villar             | Reimund Dietzen                | Ángel Camarillo           |          |
| 1986                     | Jesús Rodríguez Magro           | Vicente Belda                  | Guillermo Arenas          |          |
| 1987                     | Iñaki Gastón                    | Julián Gorospe                 | Anselmo Fuerte            |          |
| 1988                     | Rolf Gölz                       | Federico Echave                | Jaanus Kuum               |          |
| 1989                     | Gert-Jan Theunisse              | Jaanus Kuum                    | Álvaro Pino               |          |
| 1990                     | Raúl Alcalá                     | Miguel Indurain                | Javier Murguialday        |          |
| 1991                     | Pēteris Ugrjumovs               | Jesús Rodríguez Magro          | Erik Breukink             |          |
| 1992                     | Alex Zülle                      | Tony Rominger                  | Jesús Montoya             |          |
| 1993                     | Erik Breukink                   | Peter Meinert Nielsen          | Pedro Delgado             |          |
| 1994                     | Abraham Olano                   | Pedro Delgado                  | Félix García Casas        |          |
| 1995                     | Beat Zberg                      | Íñigo Cuesta                   | Miguel Indurain           |          |
| 1996                     | Miguel Indurain                 | Fernando Escartín              | Marcelino García          |          |
| 1997                     | Manuel Fernández Ginés          | Abraham Olano                  | Fernando Escartín         |          |
| 1998                     | Laurent Jalabert                | José María Jiménez             | Santiago Blanco           |          |
| 1999                     | Juan Carlos Domínguez           | Roberto Laiseka                | Fernando Escartín         |          |
| 2000                     | Joseba Beloki                   | Alberto López de Munain        | Igor González de Galdeano |          |
| 2001                     | Juan Carlos Domínguez           | Joan Horrach                   | Alex Zülle                |          |
| 2002                     | Leonardo Piepoli                | David Bernabeu                 | Joseba Beloki             |          |
| 2003                     | Fabian Jeker                    | Juan Miguel Mercado            | Hernán Buenahora          |          |
| 2004                     | Iban Mayo                       | Félix Cárdenas                 | Haimar Zubeldia           |          |
| 2005                     | Adolfo García Quesada           | Samuel Sánchez                 | Giampaolo Cheula          |          |
| 2006                     | Óscar Sevilla                   | Eladio Jiménez                 | Luca Mazzanti             |          |
| 2007                     | Koldo Gil                       | Alberto Fernández de la Puebla | John-Lee Augustyn         |          |
| 2008                     | Ángel Vicioso                   | Xavier Tondó                   | Bruno Pires               |          |
| 2009                     | Francisco Mancebo               | Tiago Machado                  | Javier Moreno             |          |
| 2010                     | Fabio Duarte                    | Beñat Intxausti                | Ezequiel Mosquera         |          |
| 2011                     | Javier Moreno                   | Sérgio Sousa                   | Hernâni Brôco             |          |
| 2012                     | Beñat Intxausti                 | David de la Cruz               | Rémy Di Grégorio          |          |
| 2013                     | Amets Txurruka                  | Mikel Landa                    | Javier Moreno             |          |
| 2014 nie rozgrywano      |                                 |                                |                           |          |
| 2015                     | Igor Antón                      | Amets Txurruka                 | Jesús Herrada             |          |
| 2016                     | Hugh Carthy                     | Sergio Pardilla                | Daniel Moreno             |          |
| 2017                     | Nairo Quintana                  | Óscar Sevilla                  | João Benta                |          |
| 2018                     | Richard Carapaz                 | Jonathan Caicedo               | Ricardo Mestre            |          |
| 2019                     | Richard Carapaz                 | Krists Neilands                | Aleksandr Własow          |          |
| 2020                     | odwołany                        | odwołany                       | odwołany                  | odwołany |
| 2021                     | Nairo Quintana                  | Antonio Pedrero                | Pierre Latour             |          |
| 2022                     | Iván Sosa                       | Lorenzo Fortunato              | Nicolas Edet              |          |
| 2023                     | Lorenzo Fortunato               | Einer Rubio                    | Iván Sosa                 |          |
| 2024                     | Isaac Del Toro                  | Rafał Majka                    | Eric Fagundez             |          |
| 2025                     | Marc Soler                      | Txomin Juaristi                | Alexis Guérin             |          |